# Brachiaria platyphylla
Brachiaria platyphylla,  pasto bandera,  es una especie de planta con flor, gramínea, de la familia de las Poaceae.
Es endémica de Cuba, Venezuela, Argentina, Paraguay, Uruguay.
Es una herbácea anual, agresiva como maleza. Culmos decumbentes, 2-6 dm de largo, láminas lineares, 2-10 cm x 1 cm
En el NEA de Argentina, en lotes con suelo húmedo por tiempo ± prolongado o incluso seco, por deficiencia de riego o incorrecta nivelación del terreno, la fitocomunidad de Urochloa platyphylla crece. A veces aparece en sectores con agua insuficiente para el cultivo (±2 cm de profundidad); y esta forma un estrato de 6-8 dm de altura.